# 愉快!痛快!阿藤快
愉快!痛快!阿藤快（ゆかい - つうかい - あとうかい）は静岡放送で2003年10月から2009年3月28日まで毎週土曜日13:00（日本標準時）から15:00まで放送され、2010年6月からは月に1回の頻度で不定期に放送されていたラジオ番組。主に静岡県内の名産品の紹介や旅番組で人気の高い阿藤快のフリートークが主な内容である。
開始当初の正式な番組名はNISSAN SATURDAY SPECIAL 愉快!痛快!阿藤快で、静岡県内を営業区域とする日産自動車の販売会社グループ・日産静岡会の提供番組であったが、同社の降板に伴い終了。その後、月1回の頻度で放送されていた。（放送時間は土曜15:00 - 17:00に移動）。
2015年11月14日にパーソナリティである阿藤が他界し、11月分の放送である28日に「SATURDAY SPECIAL『愉快！痛快！阿藤快』阿藤さんありがとう！」として追悼番組を放送し、この回をもって打ち切りとなった。

## 出演パーソナリティー
- 阿藤快
- 塩澤香織（2003年10月 - 2009年3月[2]）
- 原田亜弥子（2010年6月[3] - 2015年1月）
- 重長智子（2015年2月 - 9月 ）
- 西山加朱紗（2015年10月17日 - この日、別の仕事があった重長の代理。元・静岡第一テレビアナウンサー）

## 番組コーナー
- 阿藤快と愉快な仲間たち（前編・後編）

客員出演者と漫談を繰り広げる
- 宅配スクーピー行き先決定（第1期のみ）

出張出演者が、県内（主に駿河地域）の住宅に名産品を届ける
- 阿藤快遊録

阿藤自身がその俳優・放送劇出演歴の中で、ゆかりある人物について語る。
- 阿藤結婚紹介所（第1期のみ）

塩澤が県内でねるとん紅鯨団に似た形式で、男性とお見合いをするというもの。
- ラジオショッピング

「現在の番組制作費用は、これで賄われている」と、阿藤が番組内で発言していた。

## 内容の特徴
- 『宅配スクーピー』が現場取材をする模様を中継するなど、旅番組と情報番組とを組み合わせており、出演者も自動車の運転や旅行・漫遊を前面に出している。静岡放送が静岡市内にあることから、宅配スクーピーが探訪するのは近隣の静岡県中部が多い。
- 月1回になってからの放送はスペシャル企画とトークの間に健康食品、ラジオショッピングを随所に入れる内容であった。